# دندان‌گرازی لاغر
دندان‌گرازی لاغر (نام علمی: Rhadinesthes decimus) نام یک گونه از تیره لق‌دهانان است.